# De heilige Agatha als beschermheilige
De patronage van de heilige Agatha van Sicilië handelt over alle steden waarvan Agatha de beschermheilige is en alles waar tegen ze wordt opgeroepen om te beschermen, alsook de beroepen en personen waarvan ze de patroonheilige is.

## Steden
Vele steden in Europa en sommigen ook daarbuiten hebben de heilige Agatha als patroonheilige. Hieronder volgen enkele lijsten van steden met Agatha als patroonheilige.

### BelgiëenNederland
Agatha is tweemaal verschenen in Nederland, waaronder in Beverwijk, een Nederlandse stad welke nu Agatha als patroonheilige heeft. Andere steden vernoemden zich zelfs naar haar, zoals onder andere Aagtdorp en Aagtekerke of Sint-Agatha-Berchem.
- Aagtdorp
- Aagtekerke
- Beverwijk
- Berlingen

- Eys
- Landskouter
- Lisse
- Oudega

- Sint Agatha
- Sint-Agatha-Berchem
- Sint-Agatha-Rode
- Wilsele-Putkapel

### Europa
Ook in andere Europese landen, vooral Italië, Duitsland en Frankrijk hebben vele steden de heilige Agatha als patroonheilige en net zoals dat het geval in in België en Nederland werden enkele steden naar haar vernoemd zoals het Duitse Agathazell, het Franse Sainte-Agathe-la-Bouteresse en het Italiaanse Sant'Agata sul Santerno. De belangrijkste van deze steden is ongetwijfeld Catanië, haar geboortedorp.
- Agatharied
- Agathazell
- Águeda
- Aidenbach
- Alì
- Aschaffenburg
- Beckstetten
- Besenello
- Blankenburg
- Capua
- Carlão
- Catania
- Dickenreishausen
- Gallipoli
- Gundlfing
- Hausleiten

- Ingstetten
- Jérica
- Kimratshofen
- Le Fournet
- Leitenhausen
- Maitenbeth
- Marcignago
- Merchingen
- Mirandola
- Mittermarchenbach
- Neuhaus
- Oberschneitbach
- Palermo
- Pesqueira
- Pyramoos
- Prossedi

- Sainte-Agathe
- Sainte-Agathe-d'Aliermont
- Sainte-Agathe-en-Donzy
- Sainte-Agathe-la-Bouteresse
- Sankt Agatha
- Sant'Agata di Militello
- Sant'Agata di Puglia
- Sant'Agata Fossili
- Sant'Agata li Battiati
- Sant'Agata sul Santerno
- Santhià
- Segovia
- St. Agatha, Maine
- Trescore Cremasco
- Villalba del Alcor

Agatha is zelfs de patrones van het eiland Malta en co-patrones van de stadstaat San Marino en van Spanje.

## Patronage
Agatha is primair de beschermheilige tegen vuur en ongeluk. Dus ook alles wat hieraan vasthangt: brand, vulkanische erupties en andere natuurrampen. Vele brandwondencentra in Europa zijn dan ook naar haar genoemd. Verder is ze de patrones van vuurwerk, vulkanen en specifiek de Etna, de minnen, katten en klokken. Deze laatste omdat haar afgesneden borsten op klokken leken.

### Ziekten, kwalen en rampen
De heilige Agatha wordt aangeroepen als beschermheiligen tegen de volgende ziekten, kwalen en rampen.
- brandwonden
- brandgevaar
- borstkanker
- borstontstekingen
- doorligwonden

- epidemieën
- pest
- koorts
- vulkaanuitbarstingen
- aardbevingen

- hongersnood
- steriliteit
- onweer

### Beroepen en personen
De heilige Agatha is ook de patrones van diverse beroepen en personen. Meestal hebben deze personen iets gemeen met haar of kan een link gelegd worden tussen hun beroep en iets uit de legende van Agatha. Zo zullen veel beroepen waarbij vuur een rol speelt onder de patronage van de heilige Agatha vallen. Zij is ook een patrones van vrouwen, en dus ook veel vrouwelijke beroepen.
- martelaren
- brandweermannen
- vuurwerkmakers
- juweliers
- goudsmeden
- metaalbewerkers
- glasblazers

- spinsters
- wevers
- Romeinse vrouwen
- zwangere vrouwen
- pleegmoeders
- herderinnen
- mijnwerkers

- alpinistengidsen
- klokkenmakers
- broodbakkers
- leken
- hongerlijdenden
- slachtoffers van verkrachting
- mensen met borstkwalen

## Trivia
In Zuid-Frankrijk, in de wijnstreek Languedoc, wordt op het Domaine Saint-Agathe een wijn van chardonnaydruiven gemaakt en gebotteld. Deze wijngaarden hebben als beschermheilige de heilige Agatha waarnaar de wijn dus ook naar vernoemd is. Deze witte wijn heeft de kenmerkende smaak van een chardonnay.